# Christian Benjamin Glassbach
Christian Benjamin Glassbach (geboren 4. Oktober 1724 in Magdeburg; begraben 21. April 1779 in Berlin) war ein deutscher Kupferstecher und Radierer.
Christian Benjamin Glassbach war zusammen mit Georg Friedrich Schmidt Schüler des Kupferstechers Georg Paul Busch. Ab 1746 arbeitete er als selbständiger Kupferstecher, überwiegend als Reproduktionsstecher. Er stach Bildnisse von bekannten Bürgern der Stadt, Vignetten, Buchillustrationen, Karten, zoologische Darstellungen sowie historische Darstellungen. Neben eigenen Vorlagen stach er auch nach Bildern anderer Künstler, u. a. auch nach Daniel Chodowiecki. Von seinen vier Kindern studierten die Söhne Carl Christian (* 1751) und Johann Benjamin (* 1761) in den Jahren 1772 bzw. 1779 an der Akademie in Berlin und wurden wie ihr Vater Kupferstecher.